# 合成子
合成子（英语：Synthon）是逆合成分析中的概念之一，用以表示拆解有机合成目标分子时得到的碎片，即合成反应可能经由的途径。该概念首先由艾里亚斯·詹姆斯·科里提出，但其所著的《化学合成的逻辑》（The Logic of Chemical Synthesis）一书中并未十分强调该概念。
极性转换中的合成子可分为供电子合成子（以d代表）和受电子合成子（以a代表）两大类。典型的d合成子如甲硫醇、氰化钾、乙醛、炔烃锂盐等，而a合成子如氯化二甲基膦、丙酮、溴代丙酮及丙烯酸酯。

## 例子
在设计苯乙酸的合成时可发现两个合成子：一个亲核的“-COOH”基及一个亲电的“PhCH2+”基团。显然它们本质上都是不存在的，需要通过合成子等价物来合成它们。此例中氰离子是-COOH合成子的等价物，而溴化苄则是苄基阳离子合成子的等价物。
因此通过逆合成分析，得到的苯乙酸合成路线为：
1. PhCH2Br + NaCN → PhCH2CN + NaBr
2. PhCH2CN + 2 H2O → PhCH2COOH + NH3

## 常见的合成子
- C1合成子 - 二氧化碳、一氧化碳、氰离子
- C2合成子 - 乙炔、乙醛
- -C2H4OH - 环氧乙烷
- 碳正离子合成子 - 卤代烃
- 碳负离子合成子 - 格氏试剂、有机锂化合物及取代炔化物